# The Cookbook
The Cookbook är den amerikanska rapparen Missy Elliotts sjätte studioalbum. Det utgavs via The Goldmind Inc. och Atlantic Records i USA den 5 juli 2005. Timbaland producerade endast två låtar på albumet, trots att han producerade majoriteten av låtarna på Elliotts föregående album.
Tre singlar släpptes från albumet; den första, "Lose Control", släpptes den 27 maj 2005 och nådde nummer tre på Billboard Hot 100 och gick även in på listor internationellt. Den andra singeln, "Teary Eyed", släpptes den 8 augusti 2005 och lyckades inte nå några Billboard-listor och nådde endast lägre positioner på internationella listor. Den tredje och sista singeln, "We Run This", släpptes den 21 februari 2006 och nådde nummer fyrtioåtta på Billboard Hot 100.
Albumet mottags av positiva recensioner och nådde nummer två på Billboard 200. Albumet certifierades guld av Recording Industry Association of America (RIAA) och har sålt 645 000 exemplar i USA. Albumet nominerades en Grammy för bästa rapalbum och musikvideon till "Lose Control" vann för bästa musikvideo.

## Produktion

### Inspelning
I januari 2005 avslöjade MTV att Elliott hade börjat arbeta på ett nytt album. Två månader senare bekräftade Ciara att hon skulle vara med på den potentiella första singeln. Elliott arbetade med The Cookbook med producenter som The Neptunes, Rich Harrison och Scott Storch. Albumet innehåller bara två låtar producerade av Timbaland, som producerade de flesta av låtarna på Elliotts tidigare album, till vilket hon förklarade; "Jag och Tim, det här är vårt sjätte album, så om vi fortsätter till vänster, kommer vi till Mars någonstans. Vi har gjort allting man kan göra. Jag tror att vi båda kom till en punkt där vi inte visste vart vi skulle gå med varandra." Hon sa att Timbaland var väldigt involverad i albumets innehåll och vilka producenter som skulle producera de olika låtarna. Elliott sa; "Jag hade gjort åtta låtar och lät Tim lyssna och han sa, 'Nah, du går i fel riktning. You trippin'.' Jag blev tvungen att gå tillbaka till studion och komma med nya låtar. [När han hörde dem], sa han, 'Det här är den Missy folk lyssnar på.'"

### Koncept
Elliott valde titeln The Cookbook för att hon tyckte att "inga två låtar ska låta likadant; varje låt ska sina egna kryddor och örter. Varje låt kokar upp ett hett recept för ett hett album. På albumets svartvita omslag ses Elliott i en 1920-talsbar med en gammaldags mikrofon. Hon förklarade valet av omslaget; "Jag ville att folk ska se att jag tog musiken back till rötterna—inte bara hiphop, men våra förfäder. Oavsett om de var på järnvägsspåren eller lagade mat i någons kök, sjöng de alltid."
I en intervju med Billboard, sa Elliott; "Jag tycker egentligen att det här är mitt bästa album. Jag var i ett riktigt bra utrymme med detta album. Jag var inte i ett bra utrymme med några av de andra album jag har gjort." Hon sa att hon spelade upp albumet för Lil' Kim som sa det finns fanns en enda låt som hon inte gillade.

## Singlar
Första singeln, "Lose Control" med Ciara och Fatman Scoop, släpptes den 27 maj 2005 och nådde nummer tre på Billboard Hot 100, nummer sex på Billboard Hot R&B/Hip-Hop Songs och nummer två på Billboard Pop 100. Låten nådde nummer två i Nya Zeeland och topp tio i Australien, Danmark, Finland och Storbritannien. Musikvideon regisserades av Dave Meyers och var den mest spelade på BET and MTV2 och den andra mest spelade videon i USA. Videon vann en Grammy Award och själva låten var nominerad för bästa raplåt.
Den andra singeln, "Teary Eyed", släpptes 8 augusti 2005 och gick in lågt på topplistorna i Australien, Irland, Schweiz, Storbritannien och Tyskland. Musikvideon regisserades av Antti J. Jokinen och filmades så att den skulle se ut som en film. I videon talar Elliott på ett avslutat förhållande.
Den tredje singeln, "We Run This", släpptes 21 februari 2006 och nådde nummer 48 på Billboard Hot 100 och nummer 39 på Billboard Pop 100. Den nådde topp fyrtio i Australien, Irland och Storbritannien. En alternativ version av låten användes som titelsången till filmen Stick It och till låtens musikvideo som regisserades av Dave Meyers. Guldmedaljören Dominique Dawes medverkar i videon som Elliotts gymnastiklärare. Scener från filmen användes till musikvideon. "We Run This" var nominerad en Grammy Award för bästa soloraplåt.

## Mottagande
The Cookbook mottags positivt av amerikanska kritiker. Rich Juzwiak från Stylus Magazine gav albumet "A" i betyg och berömde Elliotts äventyrslystna personlighet på albumet. Alexis Petridis från The Guardian skrev, "The Cookbook is a convincing return to form.... Sounding as unique and startling and formidable as ever, Missy Elliott is clearly not a woman to be messed with." Av svenska kritiker har The Cookbook ett medel på 3,6 av 5 enligt Kritiker.se, baserat på fem recensioner. Expressen gav albumet tre av fem, och berömde låtarna producerade av Timbaland.
The Cookbook debuterade på plats två på Billboard 200 och sålde 176 000 exemplar första veckan. Albumet har sålts i 645 000 exemplar i USA och har certifieras guld av Recording Industry Association of America (RIAA). Albumet nådde topp fyrtio i Australien, Belgien, Tyskland, Nederländerna, Nya Zeeland, Norge och Schweiz. Albumet nominerades en Grammy Award för bästa rapalbum men förlorade mot Late Registration med Kanye West.

## Låtlista
| Nr | Titel                    | Producent(er)               | Gästartist(er)               | Låtskrivare | Längd |
| -- | ------------------------ | --------------------------- | ---------------------------- | --- | ----- |
| 1  | "Joy"                    | Timbaland                   | Mike Jones                   | M. Elliott, M. Jones, T. Mosley                                                                                         | 4:49  |
| 2  | "Partytime"              | Timbaland                   |                              | S. Bladd, J. Calloway, M. Elliott, J. Geils, L. Jackson, S. Justman, D. Klein, T. Mosley, R. Salwitz, P. Wolf           | 3:04  |
| 3  | "Irresistible Delicious" | Craig Brockman              | Slick Rick                   | C. Brockman, M. Elliott, E. Sadler, H. Shocklee, R. Walters                                                             | 4:15  |
| 4  | "Lose Control"           | Missy Elliott               | Ciara och Fatman Scoop       | J. Atkins, R. Davis, M. Elliott, C. Harris, C. Hudson, G III Isaacs                                                     | 3:47  |
| 5  | "My Struggles"           | Qur'an H. Goodman           | Mary J. Blige och Grand Puba | M. J. Blige, L. Bonner, J. Bristol, A. Cleveland, W. Dixon, T. Dofat, M. Elliott Q. Goodman, W. Jeffrey W. Jr. Robinson | 2:52  |
| 6  | "Meltdown"               | Scott Storch                |                              | M. Elliott, S. Storch                                                                                                   | 4:16  |
| 7  | "On & On"                | The Neptunes                |                              | D. David, M. Elliott, C. Hugo, R. Walters, P. Williams                                                                  | 4:45  |
| 8  | "We Run This"            | Rhemario "Rio Beats" Webber |                              | M. Elliott, J. Lordan, R. Webber                                                                                        | 3:25  |
| 9  | "Remember When"          | Missy Elliott               |                              | C. Brockman, M. Elliott, N. Stewart                                                                                     | 4:18  |
| 10 | "4 My Man"               | The Avila Brothers          | Fantasia                     | | 5:10  |
| 11 | "Can't Stop"             | Rich Harrison               |                              | M. Elliott, R. Harrison                                                                                                 | 3:49  |
| 12 | "Teary Eyed"             | Warryn Campbell             |                              | W. Campbell, M. Elliott                                                                                                 | 3:49  |
| 13 | "Mommy"                  | Associates, Keith Lewis     |                              | M. Elliott, K. Lewis, T. Perez, J. Pizzarro                                                                             | 2:58  |
| 14 | "Click Clack"            | Bangladesh                  |                              | S. Crawford, M. Elliott                                                                                                 | 2:54  |
| 15 | "Time and Time Again"    | Saint Nick                  |                              | M. Coleman, M. Elliott                                                                                                  | 3:49  |
| 16 | "Bad Man"                | Craig Brockman              | Vybz Kartel och M.I.A.       | M. Arulpragasm, C. Brockman, M. Elliott, D. Hubert, A. Palmer                                                           | 5:12  |

### Samplingar
- "Partytime"
  - "Whammer Jammer" av The J. Geils Band[27]

- "Irresistible Delicious"
  - "Lick the Balls" av Slick Rick[27]

- "Lose Control"
  - "Clear" av Cybotron[28]
  - "Body Work" av Hot Streak[29]

- "My Struggles"
  - "What's the 411?" av Mary J. Blige[30]

- "We Run This"
  - "Apache" by The Sugarhill Gang[1]

## Medverkande
| - June Ambrose – stylist - Marcella Araica – assisterande ljudtekniker - Chris Brown – assisterande ljudtekniker - Jay Brown – A&R - Greg Gigendad Burke – art direction, design - Warryn Campbell – producent - Vadim Chislov – assisterande ljudtekniker - Andrew Coleman – ljudtekniker - Wyatt Coleman – ljudtekniker - Shondrae "Mister Bangladesh" Crawford – producent - Jimmy Douglass – mixning - Michael Eleopoulos – ljudtekniker - Missy Elliott – producent, exekutiv producent - Paul J. Falcone – ljudtekniker, mixning - Gloria Elias Foeillet – smink - Chris Gehringer – mastering - Serban Ghenea – mixning - Hart Gunther – assistent | - Rich Harrison – producent - Iz – instrumentation - Eric Jensen – assisterande ljudtekniker - Darrale Jones – A&R - Charlene "Tweet" Keys – bakgrundssång - Keith Lewis – producent - Patrick Magee – assisterande ljudtekniker - Kimberly Mason – koordination - The Neptunes – producent - Saint Nick – producent - Larry Sims – koordination - Southwest DeKalb – trummor - Scott Storch – producent - Timbaland – producent - Saint Warwick – fotografi - Rhemario Webber – producent - Rayshawn Woolard – assisterande ljudtekniker |

## Topplistor
| Lista (2005)                         | Högsta position |
| ------------------------------------ | --------------- |
| Australien                           | 17              |
| Belgien (Flandern)                   | 20              |
| Belgien (Vallonien)                  | 22              |
| Europa                               | 26              |
| Frankrike                            | 54              |
| Irland                               | 47              |
| Nederländerna                        | 21              |
| Norge                                | 23              |
| Nya Zeeland                          | 20              |
| Schweiz                              | 8               |
| Storbritannien                       | 33              |
| Sverige                              | 41              |
| Tyskland                             | 19              |
| USA Billboard 200                    | 2               |
| USA Billboard Top R&B/Hip-Hop Albums | 2               |
| USA Billboard Top Rap Albums         | 1               |
| Österrike                            | 34              |